# 花郎世記
『花郎世記』 (かろうせいき、화랑세기, Hwarang Segi) は、金大問（生没年不詳、新羅の真骨貴族で文章家）によって著述された、花郎の首領である風月主の歴史を記録した本。聖徳王の在位期間 (702年 - 737年)に書かれた。『花郎世記』は金富軾が『三国史記』を敍述する時点までは残っていたが、その後散逸したと考えらる。
原本はすでに散逸したとされたが、1989年になって突然、日本統治時代に宮内省図書寮にに秘蔵されていた原本を、戦前、同省に勤めていた朴昌和が秘かに書き写していたとされる筆写本の一部が「発見」され、1995年には、その全文が再度「発見」された。筆写したなら宮内庁に原本があるはずであるが、そのような話はない。韓国の学会でも偽書だとするのが主流である。しかし一般には人気が高く、学者の一部にも本物説を唱える人がいる。